# متلازمة برلين (فلم)
متلازمة برلين هو فيلم إثارة نفسية استرالي، أُنتج عام 2017 بإخراج كيت شورتلاند، استنادا إلى رواية من تأليف ميلاني جوستين تحمل نفس الاسم، يلعب دور البطولة في الفيلم تيريزا بالمر وماكس ريملتعرض الفيلم للمرة الأولى في مهرجان صندانس السينمائي في 20 يناير 2017، وصدر في أستراليا في 20 أبريل 2017، من قبل انترتينمنت وان.

## قصة الفيلم
أثناء إجازتها في برلين، تلتقي المصورة الصحفية الأسترالية (كلير) بـ(أندي)، رجل محلي صاحب كاريزما خاطفة؛ يتولد بينهما انجذاب قوي تتبعه ليلة غامرة بالعاطفة.. ولكن ما بدأ على أنه قصة حب يأخذ مسارًا مخالفًا تمامًا، عندما تستيقظ كلير فتكتشف أن أندي ترك عمله واحتجزها في شقته عازمًا النية ألا يتركها أبدًا.

## روابط خارجية
- مقالات تستعمل روابط فنية بلا صلة مع ويكي بيانات